# 望月三有
望月 三有（もちづき みあ、1983年〈昭和58年〉2月23日 - ）は日本の女性タレント、声優。東京都出身。

## 略歴
- 2001年（平成13年）4月 - 青二塾東京校22期生[1]。
- 2002年（平成14年）3月 - 青二塾東京校22期生卒業[1]。
- 2002年（平成14年）4月 - 青二プロダクション所属[1]。
- 2002年（平成14年）10月 - 青二プロダクション退所。

## 人物
特技は少林寺拳法、歌。

## 作品

### 音声ソフト
- ドラマCD ちょびっツ Chapter.2（2002年）パソコン 役

### OVA
- マクロスゼロ1（2002年）女の子 役

## 出演

### 舞台
- 生命のコンサート　音楽劇 赤毛のアン（2000年）少女アン 役